# Triaenops parvus
Triaenops parvus és una espècie de ratpenat de la família dels rinonictèrids. És endèmic del Iemen. El seu hàbitat natural són les zones riberenques a boscos i sabanes de plana. Es creu que no hi ha amenaces significatives per a la supervivència d'aquesta espècie. Fins al 2009 se'l considerà part del ratpenat trident persa (T. persicus).